# Опиоидный анальгетик
Опиоидные анальгетики — опиоидные препараты центрального действия, используют при сильном болевом синдроме, оказывают специфическое влияние на ЦНС.
Фармакологические эффекты связаны с влиянием на опиоидные рецепторы ЦНС.

## Классификация
1. Агонисты опиоидных рецепторов — возбуждают опиоидные рецепторы ЦНС, снижается возбудимость нервных клеток, проводимость импульса, активируются нисходящие тормозные пути (форсируется эндогенная болеутоляющая система). Угнетение дыхательного центра, угнетение кашлевого центра, понижение ЧСС, повышенная потливость, седатация, действие на рвотный центр (малые дозы возбуждают, большие дозы- угнетают), миоз, угнетение центра терморегуляции.
ПрепаратыМорфин, фентанил, кодеин, омнопон, промедол.
Общие побочные эффекты: понижение ЧСС, тошнота, рвота, запоры, бронхоспазм, задержка моче-, желчевыделения, аллергия, головные боли, потливость. Наиболее опасно угнетение дыхания. При повторном введении начинается лекарственная зависимость, пристрастие, абстиненция.
Препараты в аптеке хранятся по списку А.
2. Агонисты-Антагонисты — часть О. Р. возбуждают, а часть блокируют.
ПрепаратыПентазоцин (лексир), Буторфанол (морадол). Вводятся парентерально либо внутрь.
3. Частичные агонисты — возбуждают преимущественно 1 тип О. Р.
Препаратыбупренорфин (норфин)
4. Опиоидные анальгетики со смешанным механизмом действия — активируют центральную нисходящую норадренергическую систему, что нарушает передачу болевых импульсов в желатиновую субстанцию спинного мозга. Вызывают седативный эффект.
Препаратытрамадол (трамал) тапентадол (палексия)

## Распространение
Мировое первенство по количеству на душу населения опиоидных анальгетиков, выписываемых врачами, принадлежит США, где количество смертей от передозировки обезболивающих с 2000 по 2014 год увеличилось более чем в два раза.
В России, наоборот, употребление этих препаратов долгое время было недостаточным. В июле 2014 года известный российский анестезиолог Надежда Осипова уволилась из Онкологического института имени П. А. Герцена в знак протеста против ситуации с обезболиванием. Ее письмо стало отправной точкой изменений в этой сфере. В октябре 2014 красноярский суд оправдал врача Алевтину Хориняк, которая до этого три года была под угрозой уголовного преследования за то, что выписала обезболивающее онкопациенту не со своего участка.
В декабре 2014 г. Госдума проголосовала за поправку в Федеральный закон «О наркотических средствах и психотропных веществах», устанавливающую принцип доступности наркотических средств и психотропных веществ гражданам, которым они необходимы в медицинских целях.
В апреле 2015 г. Минздрав утвердил порядки оказания паллиативной помощи взрослым и детям. Однако проблема обезболивания в России до сих пор не решена во многом еще и потому, что у врачей часто отсутствуют знания о правильном применении опиоидных анальгетиков.